# 史氏燈眼魚
史氏燈眼魚為輻鰭魚綱金眼鯛目燧鯛亞目燈眼魚科的其中一種，分布於西印度洋區，包括紅海、葛摩、留尼旺、阿曼、馬爾地夫等海域，棲息深度7-25公尺，體長可達11公分，棲息在臨海礁坡或有遮蔽的礁石區，夜行性。